# El Rosario (Olancho)
El Rosario est une municipalité du Honduras, située dans le département d'Olancho. La municipalité comprend 8 villages et 28 hameaux. Elle est fondée en 1876.

## Crédit d'auteurs
- (en) Cet article est partiellement ou en totalité issu de l’article de Wikipédia en anglais intitulé « El Rosario, Olancho » (voir la liste des auteurs).